# Власинское Озеро
Власинское Озеро — водохранилище в юго-восточной части Сербии. Высота над уровнем моря — 1211 м. Площадь — около 12 км², размеры — 12 км в длину и 2,5 — в ширину. Максимальная глубина — 34 м. Объём воды — 1,65 км³.
Образовано в 1949 году на месте Власинского торфяного болота.

## Ихтиофауна
В водоёме водятся 16 видов рыб: кумжа, микижа, карп, обыкновенный карась, золотой карась, белый амур, голавль, пелопоннеский барбус, македонская плотва, плотва Rutilus rubilio, линь, уклейка, греческая красноперка, американский сомик, обыкновенная солнечная рыба и речной окунь.
Во Власинское Озеро впадает река Власина.
Цвет воды варьируется от серо-голубого у побережья до синего в середине.

## Достопримечательности
Область Власинского озера характеризуется такими культурными этнографическими памятниками, как:
- Церковь Св. Ильи,
- Женский монастырь,
- Церковь Святого Николая,
- Церковь Святого Пантелеймона,
- Башня в ущелье и др.[4]